# 早川もも
早川 もも（はやかわ もも、1982年7月7日 - ）は日本の元AV女優。

## 出演

### アダルトビデオ
- THE FUCK FUCK FUCK 46 DX (2003年8月7日、クリスタル映像)…オムニバス作品 他出演:風間ゆみ、藤本瞳、夏樹まりあ、星ひかり、林杏那、森川萌、朝霧優、長谷川美紅
- あのね… 捌（2003年8月16日、GUTS）
- 猟奇的な痴女（2003年8月28日、グローリークエスト）
- 手コキ少女 （2003年10月18日、ガッツ）…オムニバス作品 他出演:宮地奈々、中原愛梨、柴崎珠理、倉木ノン、星川いづみ、朝倉なほ、伊藤愛美
- girls×4 レズビアンショック （2004年2月20日、シャイ企画）…共演:三上翔子、りん、えみ

以下、発売日不明
- もしもし便利屋さん?私とエッチして下さい! （アルファーインターナショナル）
- 初体験女子校生 （イマージュ）…オムニバス作品 他出演:竹内まり、美月みゆ
- Japanese SQUIRT -潮吹き- VOL.1 他出演:姫川麗、若月樹里、中島佐奈、星崎るな、北村つぐみ、七海りあ、松村かすみ
- Japanese SQUIRT
- PERFECT TEEN vol.2 早川もも
- AFTER SCHOOL [放課後] 2 他出演:ティアラ、酒井里美、桃井望、岡田純菜
- 露出バカ一代 (バッキービジュアルプランニング)
- スク水開き
- 手コキ少女

| スタブアイコン | サブスタブ | この項目は、まだ閲覧者の調べものの参照としては役立たない、性風俗関係者に関連した書きかけの項目です。この項目を加筆・訂正などしてくださる協力者を求めています（P:性/PJ:性）。 |